# جداسازی دینی

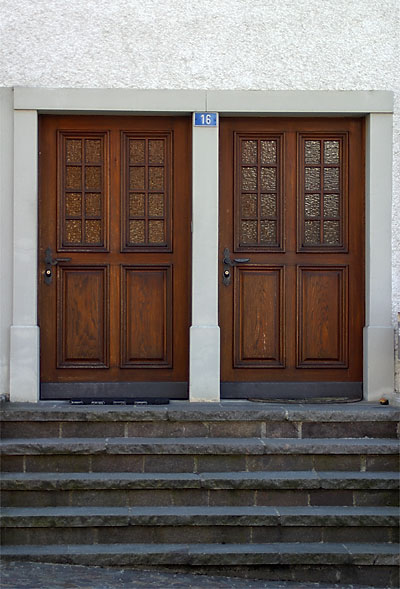
دو درب جداگانه (یکی برای یهودیان، و دیگری برای مسیحیان) در خانه‌ای در شهر اندینگن، سوئیس

جداسازی دینی جدایی مردم بر اساس دین آن‌هاست. این اصطلاح برای جداسازی‌های مبتنی بر دین که پدیده‌ای اجتماعی است و همچنین جداسازی‌های ناشی از قوانین، اعم از صریح یا ضمنی، به کار می‌رود.
اصطلاح مشابه آپارتاید مذهبی همچنین برای شرایطی استفاده می‌شود که افراد براساس دین خود از هم جدا می‌شوند که از جمله پدیده‌های جامعه‌شناسی است.